# Кринийска епархия
Кринийската епархия (на гръцки: Ιερά Μητρόπολη Κρήνης) е титулярна епархия на Вселенската патриаршия. Диоцезът съществува от 1806 до 1922 година с център в град Крини, на турски Чешме. От 2002 година титлата Митрополит на Крини, ипертим и екзарх на Йония (Ο Κρήνης, υπέρτιμος και έξαρχος Ιωνίας) е вакантна.

## История
Град Еритрес, днес Ълдъръ, е основан преди ΙΧ век пр. Хр. от критяни. Еритрейската епископия в 325 година минава под юрисдикцията на Ефеската митрополия. След османското завоевание градът запустява и епископията е закрита. На мястото на Еритрес се развива Крини, разположен на 20 km на югозапад. През ноември 1806 година е създадена Кринийската и Анейска епископия, подчинена на Ефес, която е разделена на Кринийска и Анейска на 9 май 1883 година. През март 1903 година епископията е повишена в митрополия.
Митрополията граничи с Бяло море на север, юг и запад и с Вриулската митрополия на изток. Град Митрополит (Торбалъ) съставлява отделна, несвързана с останалата част от епархията, която граничи с Ефеската митрополия на север, Илиуполската на юг, Анейската (Нотийска част) на юг и запад. Други градове в епархията са Алацата (Алачатъ) и Мелена Акра (Карабурун).
След обмена на население между Гърция и Турция в 1922 година, на територията на епархията не остава православно население.

## Кринийски митрополити (до март 1903 епископи)
| Име        | Име        | Управление                         | Забележка                                                     | Години            |
| ---------- | ---------- | ---------------------------------- | ------------------------------------------------------------- | ----------------- |
| Яков I     | Ιάκωβος    | ноември 1806 – 1812                |                                                               | ? – 1812 ?        |
| Игнатий    | Ιγνάτιος   | 1812 – 1824 †                      | затворен в 1821, умрял в затвора                              | ? – 1824          |
| Макарий    | Μακάριος   | 1824 - май 1835                    | в ганоски е.                                                  | ? – 1837          |
| Антим ΙΙ   | Άνθιμος    | май 1835 - септември 1841          | в илиуполски е.                                               | ? – 1853          |
| Серафим    | Σεραφείμ   | септември 1841 - 1848 †            | от аркадиуполски т.е. (януари 1840)                           | ? – 1848          |
| Амвросий   | Αμβρόσιος  | август 1848 - 9 май 1883           | от аркадиуполски т.е. (януари 1846), уволнен, август 1884 †   | ? – 1884          |
| Теоклит    | Θεόκλητος  | 9 май 1883 – 10 март 1918 †        | от еритрейски т.е. (16 ноември 1878), митрополит от март 1903 | около 1838 – 1918 |
| Калиник II | Καλλίνικος | 9 октомври 1918 - 22 май 1923      | в мириофитски м.                                              | 1881 – 1957       |
| Калиник II | Καλλίνικος | 15 април 1924 - 14 октомври 1924   | от мириофитски м., в еласонски м.                             | 1881 – 1957       |
| Яков II    | Ιάκωβος    | 24 ноември 1997 - 20 декември 2002 | от апамейски е., в чикагски м.                                | 1928 – 2017       |

## Еритрейски титулярни епископи
| Име        | Име                    | Управление                                    | Забележка                                | Години            |
| ---------- | ---------------------- | --------------------------------------------- | ---------------------------------------- | ----------------- |
| Неофит     | Νεόφυτος               | 30 януари 1792 – 27 август 1792               | от презвитер, в сисанийски м.            | ? – 1811          |
| Вартоломей | Βαρθολομαίος           | 1792 – септември 1806                         | от презвитер, в гревенски м.             | около 1767 – 1827 |
| Леонтий    | Βαρθολομαίος           | 1794 – 1805 †                                 | от презвитер                             | ? – 1805          |
| Калиник    | Καλλίνικος             | 1805 – юли 1822                               | от презвитер, в халкидонски м.           | ? – 1825          |
| Паисий     | Παΐσιος                | 1822 – септември 1830                         | от презвитер, в софийски м.              | 1778 – 1877       |
| Захарий    | Ζαχαρίας               | около 1832 – 8 февруари 1853                  | от презвитер, в метрески е.              | ? – 1877          |
| Никифор    | Νικηφόρος              | 13 ноември 1841 – септември 1846              | от презвитер, в месемврийски             | ? – 1867          |
| Антим      | Άνθιμος                | 1847 – 1867 †                                 | от презвитер                             | ? – 1867          |
| Дионисий   | Διονύσιος Καρδαράς     | 5 септември 1867 – 17 юли 1875                | от презвитер, в еревтеруполски е.        | 1817 – 1897       |
| Теоклит    | Θεόκλητος Ελευθερίου   | 17 декември 1878 – 9 май 1883                 | от презвитер, в кринийски е.             | около 1838 – 1918 |
| Нил        | Νείλος Σμυρνιωτόπουλος | 28 август 1883 – 23 юни 1886, в карпатоски м. | от презвитер,                            | 1836 – 1916       |
| Антим      | Άνθιμος Αναστασιάδης   | 18 януари 1887 – 14 април 1890                | от презвитер, в метрески м.              | 1865 – 1922       |
| Агатангел  | Αγαθάγγελος Αρχύτας    | 29 април 1890 – 31 май 1897                   | от презвитер, в карпатоски м.            | 1851 – 1924       |
| Йоаким     | Ιωακείμ Λεπτίδης       | 17 ноември 1902 - 21 юли 1909                 | от презвитер, в преспански и охридски м. | 1871 – 1931       |
| Амфилохий  | Αμφιλόχιος Τσούκος     | 9 юли 2005 - 13 октомври 2005                 | от презвитер, в новозеландски м.         | 1938 –            |
| Кирил      | Κύριλλος Συκής         | 25 септември 2016 - 9 март 2020               | от презвитер, в имброски и тенедоски м.  | 1963 –            |